# Unseburg
Unseburg este o comună din landul Saxonia-Anhalt, Germania.